# NS-37機炮
諾德爾曼—蘇魯寧納NS-37（英語：Nudelman Suranov NS-37）是一門由前苏联亚历山大·诺德尔曼和亚历山大·蘇拉諾夫在第二次世界大战期間所設計、伊茨瑪希工廠（俄语：ИЖМАШ，俄语罗马化：Izhmash；現稱：卡拉什尼科夫集團，俄语罗马化：Kontsern Kalashnikova）生產的37毫米（1.46英吋）口徑單管航空機炮，並且被用以取代性能不可靠的施普塔尼Sh-37機炮，發射37×198毫米苏联口徑机炮炮彈。大口徑機炮計劃可讓其有能力輕易擊毀地面目標（包括裝甲部隊）和軍用飛機（一發便可擊墜一架轰炸机）。

## 概述
1941年，該大口徑機炮由OKB-16設計局的A·E·諾德爾曼和A·蘇魯寧納所研發；1942年完工的三個月後，就推出了系列產品。1943年，該機炮在前線進行測試，隨後訂購，直到1945年才投入生產。它安裝在拉格-3和雅克-9T战斗机 （安裝在发动机的Ｖ形導管之間，為與电动机同軸的槳轂炮）和伊尔-2對地面攻击机（安裝在機翼下的機筴艙以內）。
該大口徑機炮在戰鬥中的效果良好。到1945年底，蘇聯生產了超過10,000門該機炮。1943年，研製該機炮的設計師都獲得了這門機砲的獎金。NS-37機炮的設計對擊發方本身的（炮口焰、後座力等）影響不大。此外，該機炮的研發團隊亦專注於機炮的克服能力，而無需進一步的清潔和潤滑；加上簡單的操作系統，這是極端氣候條件以下非常重要的特徵。
儘管重型彈藥具有強大的火力，但相對較低的射速和較大的後座力都導致命中目標變得困難。雖然經受訓練的駕駛員會以短點射射擊，但在輕型戰機以上，只有第一炮才是真正經瞄準後的射擊。此外，中型和重型戰車的頂部裝甲只有在高角度（40度以上）時才有可能貫穿，這在戰場條件以下是很難實現的事。由於這些原因，1946年，它很快就被N-37航空機炮所取代，而後者發射的是更輕便的37×155毫米苏联口徑机炮炮彈。

## 彈藥
| 彈藥名稱       |          |              |                    |                  |                |
| 彈種           | 彈藥名稱 | 彈頭重量，克 | 炸藥類型及重量，克 | 炮口初速，米／秒 | 有效射程，公尺 |
| 高爆彈         |          |              |                    |                  |                |
| 高爆燃燒曳光彈 | BFLОФЗ   | 735          | A-IX-2，34         | 900              | ？             |
| 穿甲彈         |          |              |                    |                  |                |
| 穿甲曳光彈     | BT       | 760          | N/A                | 880              | ？             |

### 可作用途、性能和時代的比較的武器
- 維克斯S航空机炮（英语：Vickers S）：40毫米英國機炮
- M4機炮（英语：M4 cannon）：美國同口徑機炮
- BK 3,7航空機炮（英语：BK 3,7）：德國同口徑機炮
- Ho-203機炮（英语：Ho-203 cannon）：日本同口徑機炮

## 資料來源
- Koll, Christian. . Austria: Koll. 2009: 355  [2020-09-26]. ISBN 978-3-200-01445-9. （原始内容存档于2009-10-19）.

## 外部連結
- （捷克文）—Schematic (in Russian)（页面存档备份，存于）
- （英文）—37mm（页面存档备份，存于） The Russian ammunition page
- （英文）—NS-37 on RAM（页面存档备份，存于）
- （英文）—history and description（页面存档备份，存于）